# Chat événementiel
Un chat événementiel est une conférence qui se tient à travers un réseau informatique, Intranet (chat conférence privée sur le réseau de l'entreprise) ou Internet (chat conférence publique sur internet).

## Présentation
La chat événementiel est une application internet qui offre la possibilité d'organiser des conférences, des dialogues entre un ou plusieurs invités et un large public. Un modérateur/animateur filtre les questions entrantes des internautes et les publie dans un ordre choisi, le ou les invités répondent à ces questions. Tous les internautes voient les questions et réponses publiées. On parle aussi de chat modéré.
Différents canaux de communication peuvent être établis entre les participants : une liaison texte (messages textes), une liaison data (défilement de slides, photos) et parfois une liaison vidéo (streaming vidéo du plateau en direct).
Un rôle avec un niveau de droits déterminés (journaliste, modérateur, participant, invité, etc) est affecté à chaque participant.
Pour démarrer une conférence, chaque participant est invité à se connecter via un "lien" qui lui est transmis par l'organisateur. Il peut lire ce que dit l'invité, lui poser des questions.

### Principe de base des conférences en ligne
L'organisateur envoie une invitation contenant un lien d'accès à la session de chat événementiel. L'internaute participant saisit un pseudo (le pseudo peut parfois être généré automatiquement par le logiciel pour garantir un parfait anonymat ou réutiliser automatiquement un identifiant existant du réseau privé de l'entreprise). L'internaute voit alors l'interface de dialogue en direct qui affiche les messages (questions des autres internautes et réponses des invités) au fur et à mesure de la progression de la séance. L'internaute peut à tout moment saisir une question et l'envoyer au modérateur. Le modérateur lit les questions des internautes, sélectionne la question suivante à publier suivant un ordre logique (et non chronologique) et la publie lorsque l'invité a terminé de répondre à la précédente question. Une fois la question publiée, l'invité y répond, soit en tapant sa réponse directement, soit en dictant sa réponse à une autre personne (script) qui se charge de la retranscrire sur l'ordinateur. La réponse est ensuite envoyée aux internautes.
Une ou plusieurs caméras, ou une webcam peut filmer le plateau en direct et transmet la vidéo aux internautes.

## Fonctionnalités
En 2010, les systèmes de chat événementiel offrent toute une gamme de fonctionnalités qui permettent de réaliser des événements en ligne de manière organisée :
- page de présentation du chat avant la date prévue avec possibilité pour l'internaute de saisir son email ou numéro de portable, et être averti le jour J. L'internaute peut également poser des questions à l'avance
- des outils qui permettent de classer/trier, préparer des réponses aux questions posées à l'avance
- l'envoi de courriels d'invitation
- connexion d'une ou plusieurs caméra afin que le conférencier soit physiquement "visible"
- diffusion de photos
- réalisation de sondages ou de questionnaires immédiats
- enregistrement de l'intégralité de la séance pour, permettre une consultation ultérieure et enrichir le contenu du site
- consultation des statistiques, réponses au sondage, édition des messages dans le backoffice

## Applications
- Communication interne, financière
- Recrutement, admission aux écoles
- Journées d'information
- Séances de questions/réponses
- Lancement de produits
- Dialogue citoyen et démocratie participative
- Interviews / Conférences de presse
- Travail collaboratif
- Événementiel

## Comparaison par rapport à d'autres outils
- Quel est l'avantage d'un chat événementiel par rapport à un outil plus classique de Forum ou de Blog?

Le fait de pouvoir s'adresser directement à une personnalité (la Direction, le Maire, un expert, une célébrité) et l'instantanéité des réponses! Même si toutes les questions ne peuvent être traitées pendant le chat, la plupart des questions trouveront leur réponse directement ou dans la réponse à une question similaire. Cette caractéristique permet aux chats événementiels d'avoir un impact positif sur l'internaute, plus immédiat que celui des outils qui fonctionnent de manière asynchrone comme les forums. Le transcript (l'ensemble des questions/réponses publiées) permet en outre d'enrichir le contenu du site, à la manière d'un Forum ou un Blog, et sera référencé dans les moteurs de recherche pour faire venir d'autres internautes ultérieurement. Après le chat, il est possible de répondre aux questions qui n'ont pas été traitées lors du chat pour rendre l'expérience encore plus satisfaisante: il peut être intéressant d'utiliser un module de base de connaissance pour extraire les questions/réponses pertinentes et donner aux internautes un espace où ils trouveront les réponses aux questions les plus classiques.

## Installation

### Hébergement sur serveur
Une solution d'hébergement est particulièrement adaptée aux chats événementiels, car le support de la montée en charge nécessite une infrastructure robuste et fiable. Il n'est pas économiquement rentable de se doter d'une telle infrastructure, avec le personnel associé, pour des chats occasionnels. en mode hébergement, le serveur se trouve chez le prestataire de conférence événementiel et le client paie les frais d'utilisation.
Les solutions ne demandent généralement pas d'installation spécifique sur les postes utilisateurs en dehors d'applicatifs communs comme Flashplayer ou l'activation du mode Java sur le navigateur web utilisé.

### Pare-feu
La solution utilisée doit fonctionner à travers le pare-feu de l'entreprise. Un test technique est indispensable pour s'assurer de la compatibilité.

## Modèles de licences
Les prestataires de chat conférence/chat événementiel offrent différents modèles de licences qui vont de la flat rate mensuelle au paiement à l’utilisation.